# Воскобойник, Александр Владимирович
Александр Владимирович Воскобойник (укр. Олександр Володимирович Воскобойник; род. 26 января 1976, Родинское, Донецкая область) — украинский футболист, выступавший на позиции нападающего. Мастер спорта Украины (1994).

## Биография
Профессиональную карьеру начал в 1992 году, выступая за донецкий «Шахтёр-2» во второй лиге Украины. Со следующего сезона начал привлекаться к главной команде «Шахтёра» и по итогам сезона занял с командой второе место в чемпионате Украины. В дальнейшем повторил достижение в сезоне 1996/97, а также дважды выиграл с командой Кубок Украины в 1995 и 1997 годах. Летом 1997 года перешёл в «Кривбасс», где отыграл два сезона и провёл 41 матч в высшей лиге страны. В 1999 году подписал контракт с донецким «Металлургом». Постепенно потеряв место в составе «Металлурга», начал выступать за фарм-клуб команды во второй лиге, а в начале сезона 2002/2003 был отдан в аренду в клуб «Ворскла», за который сыграл 6 матчей в высшей лиге. Вернувшись из аренды, доиграл сезон за «Металлург-2», после чего покинул команду. Летом 2003 года подписал контракт с клубом первой лиги «Заря» (Луганск). В луганской команде провёл полтора сезона. По ходу сезона 2004/05 перешёл в другой клуб первой лиги «Подолье» (Хмельницкий). Летом 2005 года отправился в Азербайджан, где подписал контракт с местным «Карабахом». В его составе провёл 11 матчей и забил 1 гол в чемпионате Азербайджана. Спустя полгода вернулся в Украину. Полтора сезона выступал за клуб «ИгроСервис» в первой лиге, а затем перешёл в клуб второй лиги «Олимпик» (Донецк). Завершил игровую карьеру во время зимней паузы в сезоне 2008/2009. После окончания карьеры работал детским тренером в «Олимпике».

### После карьеры
По информации российского журналиста Алексея Андронова, в 2022 году Воскобойник, а также другой футболист Вадим Солодкий были принудительно мобилизированы в «народную милицию» непризнанной ДНР, после чего участвовали в столкновениях с Вооруженными силами Украины в ходе российского вторжения на Украину. В результате Воскобойник был серьёзно ранен в ноги, а Солодкий погиб 9 марта 2022 года в п.г.т. Сартана Донецкой области.

## Достижения
«Шахтёр» Донецк
- Серебряный призёр чемпионата Украины (2): 1993/1994, 1996/1997
- Обладатель Кубка Украины (2): 1994/1995, 1996/1997

«Кривбасс»
- Бронзовый призёр чемпионата Украины: 1998/1999

«Металлург» Донецк
- Бронзовый призёр чемпионата Украины: 2001/2002